# Marie des Baux (1319-1347)
Pour les articles homonymes, voir Marie des Baux.
Marie des Baux, née vers 1319 et décédée en mars 1347 à Rhodes, est une noble membre de la famille des seigneurs des Baux, une puissante maison du comté de Provence et comtesse d'Andria.

## Biographie
Marie des Baux est la fille de Bertrand III des Baux († 1351), comte d'Andria et de Béatrice d'Anjou (1295 † 1321).
Elle épouse Humbert II de Viennois en juillet 1332, dotée par son oncle, Robert d'Anjou. En 1333, le couple a un fils, prénommé André, qui se fiancera en 1335 à Blanche de Navarre (1331-1398) mais meurt la même année.
Le décès du frère aîné de Humbert II, Guigues VIII de Viennois, force le couple à déménager dans le château de Beauvoir-en-Royans et quitter la cour de Naples.
À la mort de Marie des Baux, le pape Clément VI envoie une lettre de condoléances le 15 mai 1347 à Humbert II.